# Danaus genutia
Danaus genutia là một loài bướm thuộc họ Danaidae. Loài bướm này gần giống với bướm hoàng đế (Danaus plexippus) của châu Mỹ. Sải cánh dài 75 đến 95 mm. D. genutia phân bố khắp Ấn Độ, Sri Lanka, Myanma và Đông Nam Á và Australia (trừ New Guinea)